# Венцислав Христов
Венцислав Христов (болг. Венцислав Христов, нар. 9 листопада 1988, Софія) — болгарський футболіст, півзахисник клубу «Бероє» та національної збірної Болгарії.

## Клубна кар'єра
Вихованець клубу «Локомотив» (Софія), в якому так і не зміг закріпитись, не провівши за основну команду жодного матчу.
З 2007 по 2010 рік грав у другому за рівнем дивізіоні Болгарії за клуби «Спортіст» (Своге) та «Несебир».
Напередодні сезону 2010/11 перебрався в «Монтану» з елітного болгарського дивізіону, в якому відразу став незамінним членом складу, провівши за клуб протягом сезону 30 матчів і відзначився 6 голами.
З сезону 2011/12 грав за «Чорноморець» (Бургас), де провів наступні півтора сезони.
У січні 2013 року перейшов в «Бероє» з міста Стара-Загора, з якою в тому ж році виграв кубок та суперкубок Болгарії.
У лютому 2014 року Христов на правах оренди перебрався в донецький «Металург». За український клуб протягом половини сезону провів лише чотири гри чемпіонату, після чого влітку 2014 року повернувся до «Бероє».
23 січня 2015 року підписав контракт на 2,5 роки з хорватською «Рієкою».

## Виступи за збірну
14 серпня 2013 року дебютував в офіційних матчах у складі національної збірної Болгарії в товариській грі проти збірної Македонії, вийшовши на заміну на 56 хвилині замість Івеліна Попова. Наразі провів у формі головної команди країни 3 матчі.

## Досягнення
- Володар Кубка Болгарії: 2012-13
- Володар Суперкубка Болгарії: 2013